# Why Try Harder: Greatest Hits
Why Try Harder: Greatest Hits è il tredicesimo album di Fatboy Slim, uscito nel giugno 2006.
Le due tracce inedite sono Champion Sound e That Old Pair of Jeans. Nel 2007 è uscita la seconda, parte composta da due CD intitolata The Greatest Hits - Remixed.
Nel 2006 è uscito anche un DVD che raccoglie i video migliori intitolato The Greatest Hits - Why Make Videos.

## Tracce

### Versione inglese
1. "The Rockafeller Skank" (edit) – 3:56
2. "Praise You" (radio edit) – 3:47
3. "Brimful of Asha (Norman Cook Remix)" (with Cornershop) – 4:00
4. "Weapon of Choice (Attack Hamster Edit)" (ft. Bootsy Collins) – 3:39
5. "Gangster Tripping" (edit) – 3:31
6. "I See You Baby (Fatboy Slim Remix)" (edit) (with Groove Armada) – 3:30
7. "Wonderful Night" (dirty edit) (ft. Lateef The Truth Speaker) – 2:44
8. "Right Here, Right Now" (edit) – 3:55
9. "Going Out Of My Head" (edit) – 3:42
10. "Sunset (Bird of Prey)" (edit) – 3:59
11. "Everybody Loves A Carnival" (radio edit) – 4:04
12. "Don't Let The Man Get You Down" (edit) – 3:18
13. "Demons" (shorter radio version) (ft. Macy Gray) – 3:14
14. "Sho Nuff" (edit) – 3:20
15. "Slash Dot Dash" – 2:55
16. "Santa Cruz" (edit) – 4:17
17. "Champion Sound" (ft. Lateef the Truth Speaker) – 2:59
18. "That Old Pair of Jeans" (ft. Lateef the Truth Speaker) – 4:43

### Versione statunitense
1. "The Rockafeller Skank" (edit) – 3:56
2. "Praise You" (radio edit) – 3:47
3. "Brimful Of Asha (Norman Cook Remix)" (with Cornershop) – 4:00
4. "Weapon of Choice (Attack Hamster Edit)" (ft. Bootsy Collins) – 3:39
5. "Gangster Trippin" (edit) – 3:31
6. "I See You Baby (Fatboy Slim Remix)" (edit) (with Groove Armada) – 3:30
7. "Wonderful Night" (clean edit) (ft. Lateef The Truth Speaker) – 2:44
8. "Right Here, Right Now" (edit) – 3:55
9. "Going Out of My Head" (edit) – 3:42
10. "Sunset (Bird of Prey)" (edit) – 3:59
11. "Everybody Loves A Carnival" (radio edit) – 4:04
12. "Don't Let The Man Get You Down" (edit) – 3:18
13. "Demons" (shorter radio version) (ft. Macy Gray) – 3:14
14. "Sho Nuff" (edit) – 3:20
15. "Slash Dot Dash" – 2:55
16. "Santa Cruz" (edit) – 4:17
17. "Champion Sound" (U.S. version) (ft. Lateef the Truth Speaker and Sharon Woolf) – 3:21
18. "That Old Pair of Jeans" (ft. Lateef the Truth Speaker) – 4:43